# Acanthizidae
Acanthizidae é uma família de aves da ordem Passeriformes.

## Sistemática
- Família Acanthizidae Bonaparte, 1854 
  - Subfamília Sericornithinae Mathews, 1946
    - Gênero Pycnoptilus Gould, 1851 
    - Gênero Acanthornis Legge, 1887
    - Gênero Origma Gould, 1838
    - Gênero Calamanthus Gould, 1838
    - Gênero Pyrrholaemus Gould, 1841 
    - Gênero Oreoscopus North, 1905
    - Gênero Crateroscelis Sharpe, 1883
    - Gênero Sericornis Gould, 1838
    - Gênero Hylacola Gould, 1843
    - Gênero Chthonicola Gould, 1847

  - Subfamília Acanthizinae Bonaparte, 1854 
    - Gênero Smicrornis Gould, 1843
    - Gênero Gerygone Gould, 1841
    - Gênero Acanthiza Vigors & Horsfield, 1827
    - Gênero Aphelocephala Oberholser, 1899
    - Gênero Mohoua Lesson 1837
    - Gênero Finschia Hutton 1903